# Харківський національний університет імені В. Н. Каразіна
Харківський національний університет імені Василя Назаровича Каразіна — університет у місті Харків. З 2009 до 2014 року мав статус автономного дослідницького університету. Заснований 17 листопада 1804 року з ініціативи видатного просвітника Василя Каразіна за кошти місцевої громади, а урочисто відкритий 29 січня (17) 1805 року.
Після Львівського національного університету імені Івана Франка — другий за віком найстаріший університет України.
За час свого існування Харківський університет декілька разів змінював офіційну назву. Заклад було засновано під назвою Імператорського Харківського університету, яку він зберігав до 1917 року. За радянських часів університет носив назви: Вільна академія теоретичних знань (1920—1921), Харківський інститут народної освіти (1921—1932), Харківський державний університет імені О. М. Горького (1932—1990-ті). Від 1999 р. університет має сучасну назву — Харківський національний університет імені В. Н. Каразіна.

## Історія

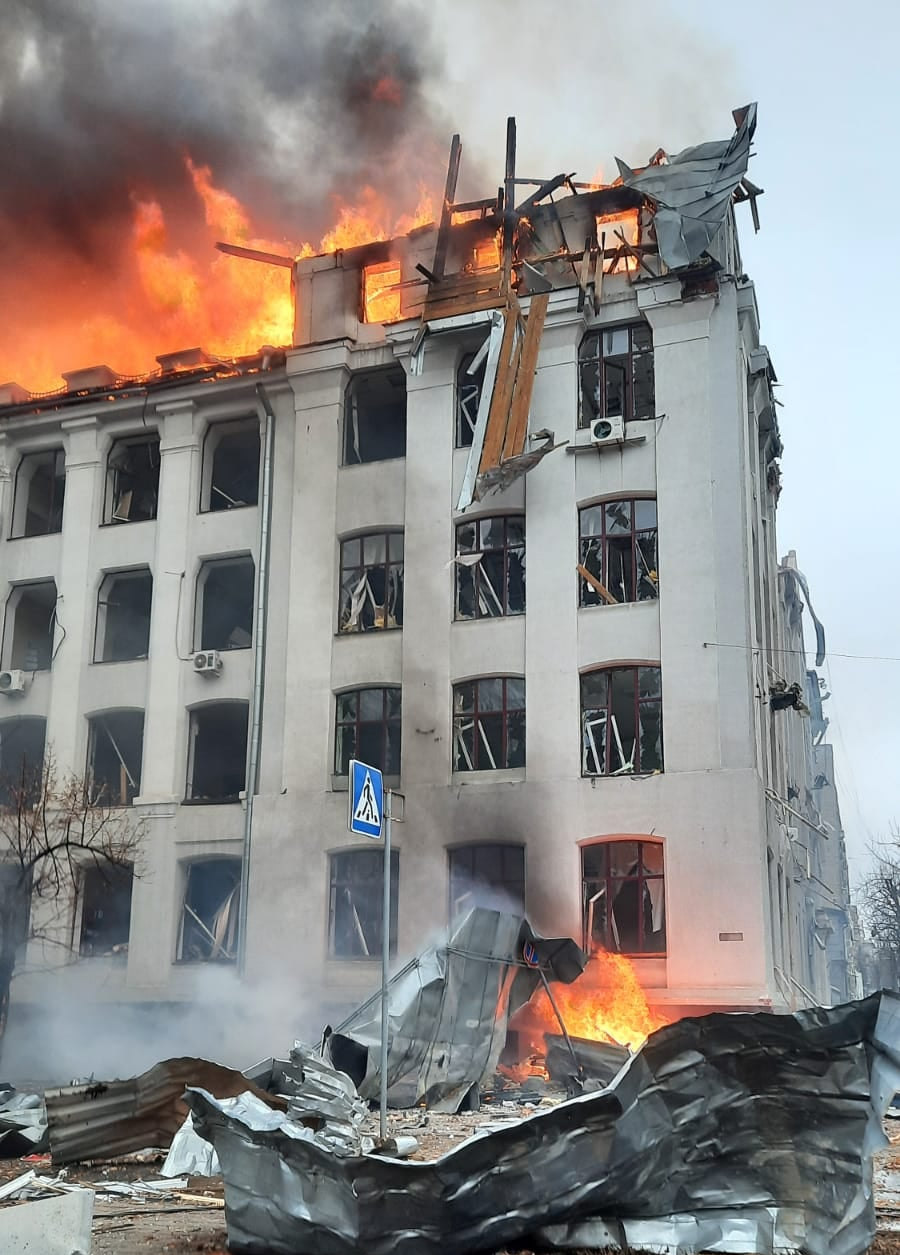
Економічний факультет, 2 березня 2022

17 січня (29 за новим стилем) 1805 року, з ініціативи Василя Каразіна, Олександр I підписав Указ про відкриття у Харкові Імператорського університету. Його було засновано з ініціативи та на кошти місцевої громади, серед яких відзначились брати Тихоцькі — секунд-майор Ізюмського гусарського полку Яків Андрійович Тихоцький (до 1736—1800), полковник 1-го гусарського полку Павло Андрійович Тихоцький (задовго до 1763 — після 1809). Їхню ідею підтримали й зібрали потрібні кошти дворянство та міська управа. Керував збором коштів син Якова Тихоцького — провідник дворянства Куп'янського повіту Іван Якович Тихоцький (1772 — після 1820). Багато дослідників (Данилевський Г. П., Єфремов С. О., Багалій Д. І.) вказують на те, що запит на просвіту і відповідна ініціативність у громаді Харкова утворилися завдячуючи Григорію Савичу Сковороді, який жив і викладав у Харкові та навколо міста якраз наприкінці XVIII століття. Останні дні Сковорода провів у маєтку Пан-Іванівка, який належав вітчиму і матері Василя Каразіна, де Василь Назарович зустрічався з філософом. А кошти на відкриття університету були зібрані за участі близьких друзів та учнів Сковороди.
Багалій Д. І.: 
Згаданими особами не обмежилося коло друзів Сковороди серед тодішнього дворянства — їх було дуже багато і на всіх їх мав свій гарний вплив старче Сковорода. Вже Данилевський зазначав силу громадського впливу Сковороди, сказавши, що він до певної міри підготував ґрунт для відкриття Харківського університету. Я надрукував реєстр ініціативної групи слобідсько-українського дворянства, що підписалося не на 400 тисяч, а на цілий мільйон для цієї мети. Серед цих десяти осіб ми знаходимо трьох Квіток — Георгія, Дмитра та Федора, Гр. Ром. Шидловського, Петра Ковалевського… Г. Г. Урюпин заслуговував дружби Сковороди, під впливом якого з нього виробився чесний, видатний громадський діяч… Г. Г. Урюпину також належить також велика роль в справі відкриття Харківського університету. Урюпин агітував за відкриття університету у Харкові серед харківських громадян, які взяли на себе зробити доброхітний обов'язок внести 40—50 тисяч карбованців на цю справу… У першому листі до Урюпина Сковорода додав приписку для Піскуновського, який також вніс цінну жертву новому університетові… — це теж був один зі старих друзів та прихильників Сковороди.
Куратором університету було призначено графа Северина Потоцького, а першим ректором став філолог Іван Рижський. Серед професорів у перші десятиліття існування університету переважали іноземці, головним чином німці, найвизначніші з яких — філософ Йоганн Шад та історик Крістоф-Дітріх фон Роммель. Чисельність студентів у XIX ст. постійно зростала: у 1805 році — 57, у 1810-му — 118, у 1860-х роках — приблизно 425, у 1887-му — 1520.

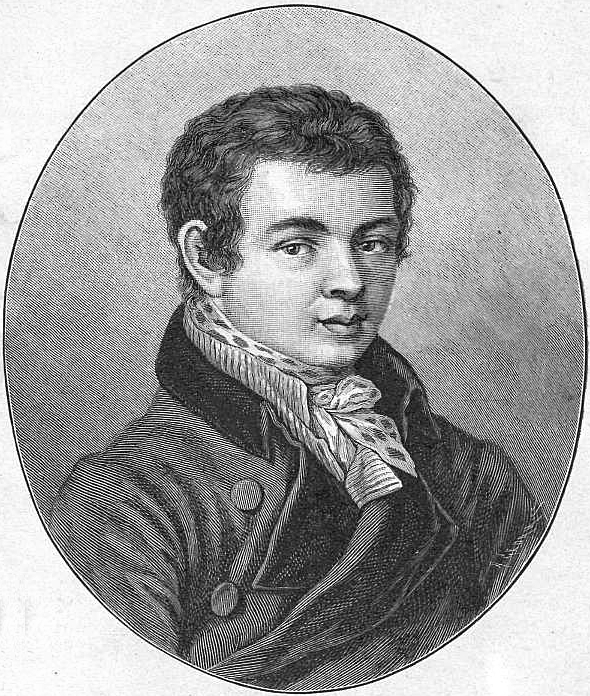
Василь Каразін

Протягом певного часу Харківський університет користувався автономією з виборним ректором, але в 1820—1850-х роках його взято під суворий контроль (ректора призначав міністр освіти) з цензурою наукових видань і викладання. У 1863 р. університет відповідно до нового Статуту здобув часткову автономію.
У XIX — на початку XX ст. Харківський університет мав 4 факультети: фізико-математичний, історико-філологічний, медичний і юридичний. 1839 р. при ньому створено ветеринарну школу, яка згодом (1851) стала самостійним інститутом. Університет мав у своєму складі також лабораторії, клініки, астрономічну обсерваторію, ботанічний сад, бібліотеку. 1811 р. при ньому було засновано Філотехнічне товариство, а у другій половині XIX ст. — Харківське математичне товариство, Харківське історико-філологічне товариство, Харківське медичне товариство, товариства дослідників природи, фізичне, хімічне, юридичне та ін. З ініціативи діячів університету з'явилися перші періодичні видання на Слобожанщині: «Харьковскій Еженедельникъ» (1812), «Украинскій Вестникъ» (1816—1819), «Харьковскія Известія» (1817—1823), «Украинскій Журналъ» (1824—1825) та ін. У перший період свого існування (1805—1835) університет здійснював вплив на організацію шкільництва на Слобожанщині. З 1874 р. університет видає «Учені записки». У 1831 році при Харківському імператорському університеті була відкрита та освячена Свято-Антоніївська церква.

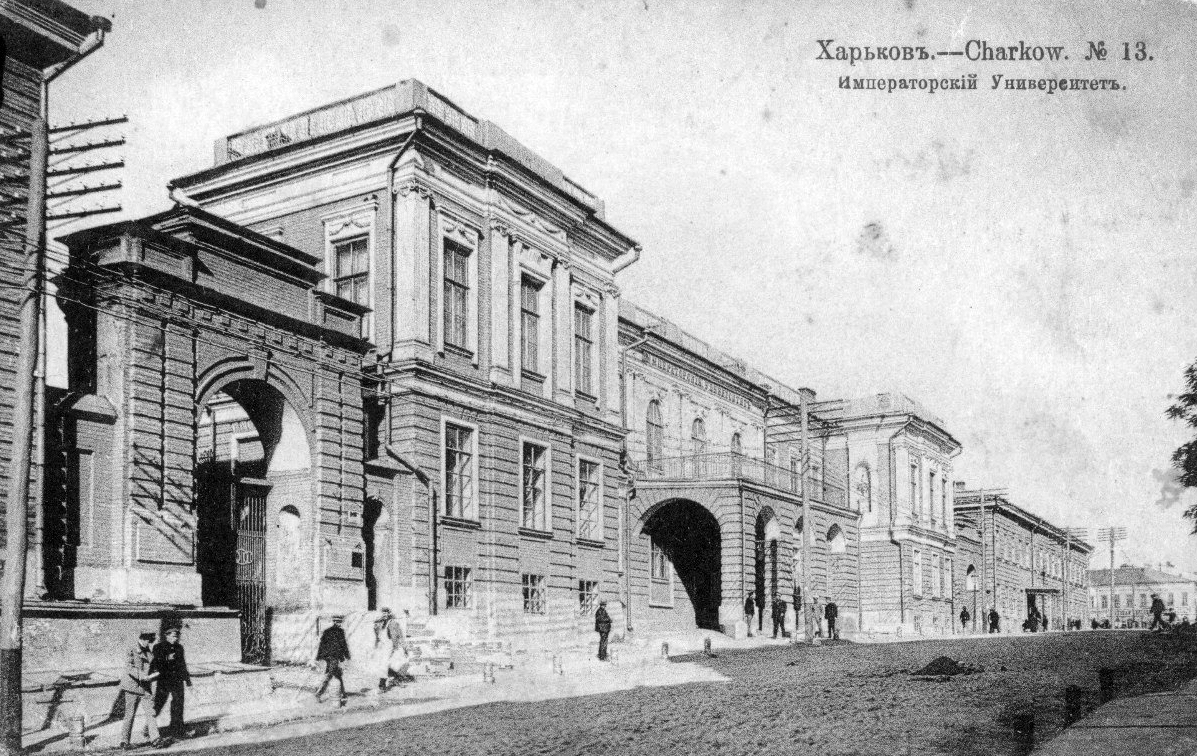
Імператорський Харківський університет

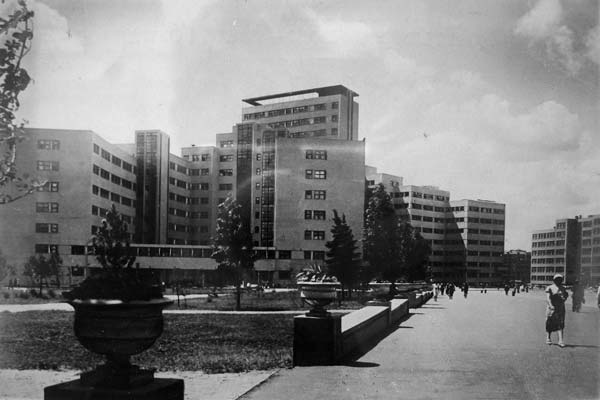
Конструктивістський Дім проектів, 1930-ті до переїзду в нього університету.

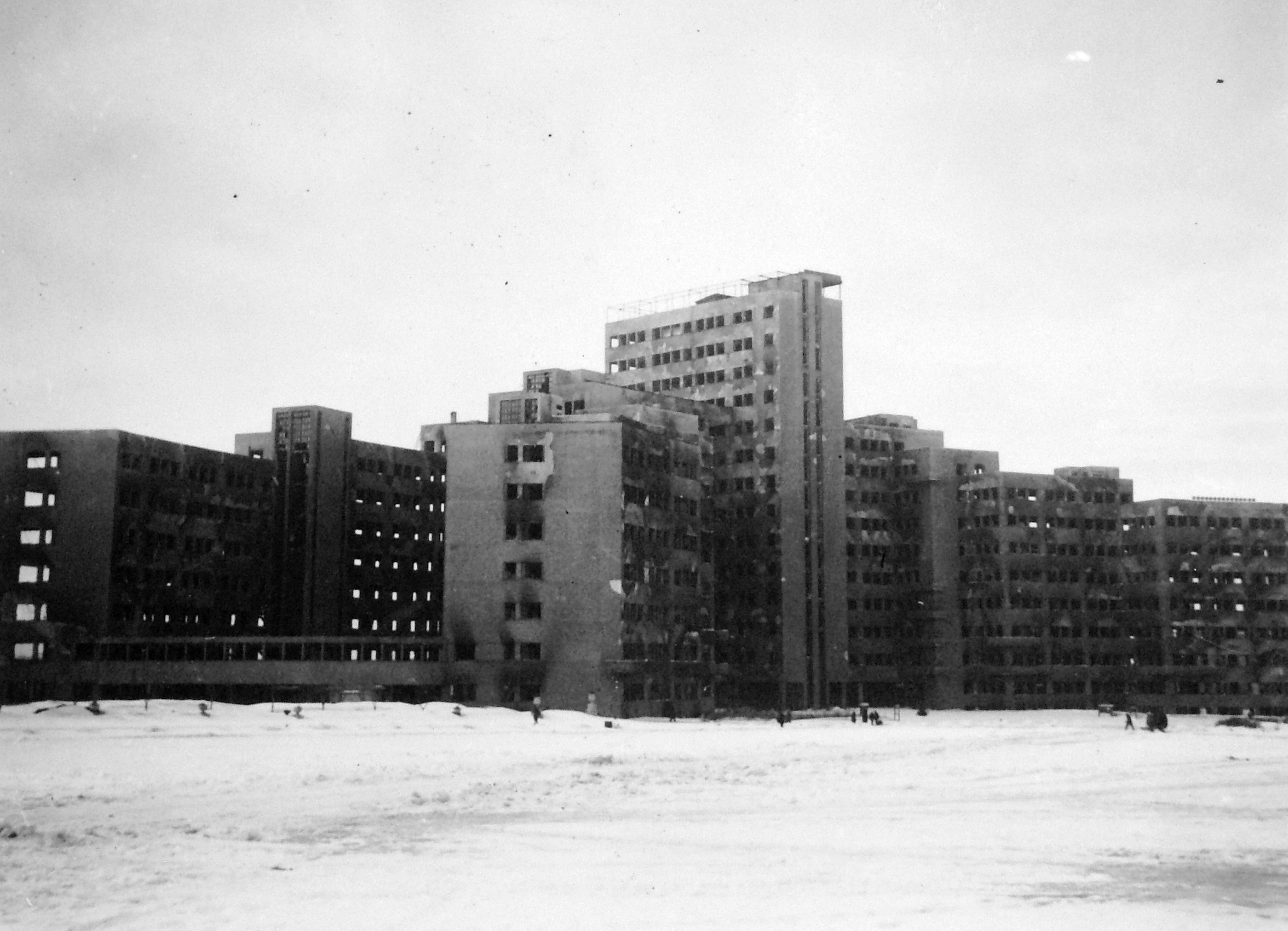
Будівлі університету в 1942 році

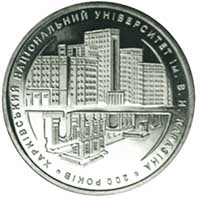
Ювілейна монета на честь 200-річчя університету.

Харківський університет відіграв помітну роль в українському національному відродженні, головним чином на початку, а також наприкінці XIX — на початку XX ст. Ще до того як Київ став осередком українського національного життя в Наддніпрянщині, у середині XIX ст., тут велися дослідження народного побуту, історії та мови, розгорталася літературна діяльність, формувався україномовний театр. У другій половині XIX ст. Харківське історико-філологічне товариство розгорнуло широкі дослідження з історії та побуту Слобідської та Лівобережної України. Студенти об'єднувалися в українські громади (у яких брали участь, зокрема, Олександр Потебня, Василь Мова-Лиманський та ін.), висуваючи також політичні вимоги українського руху. За ініціативи професорів Миколи Сумцова, Дмитра Багалія, А. Зайкевича рада професорів університету висловилася проти цензури українських видань («Записка по вопросу о цензуре книг на малорусском языке»). 1906 р. університет присвоїв звання почесного доктора лідерам українського національного руху Михайлові Грушевському та Іванові Франку, а 1910 р. — авторці «Истории украинского народа» Олександрі Єфименко. У 1907 р. Микола Сумцов, Дмитро Багалій та Михайло Халанський почали читати в університеті лекції з народної словесності, історії України й мовознавства українською мовою.
У роки революції та громадянської війни 1917—1920 рр. в університеті велася боротьба між прихильниками української незалежності та проросійського курсу. Частина професорів, не згодних із новими політичними реаліями, покинула університет. Більшість українських професорів залишилася в Харкові, і вже в 1918 році університет було добровільно українізовано. Вони продовжували працювати в організованих радянською владою на базі університету установах: Академії теоретичних знань (1920—1921), Харківському інституті народної освіти (ХІНО, 1921—1930), Харківському інституті народного господарства, фізико-хімічному та юридичному інститутах. У 1932—1933 рр. на їхній базі відновлено Харківський державний університет (ХДУ), який складався з 7 факультетів: фізико-математичного, хімічного, біологічного, геолого-географічного, літературно-лінгвістичного, історичного (з філософським відділом) та економічного (з відділом економічної географії). 1936 р. ХДУ було присвоєно ім'я щойно померлого російського письменника Максима Горького (Олексія Максимовича Пєшкова), хоча той за життя не мав жодного стосунку до університету. Під час німецько-радянської війни ХДУ було евакуйовано до міста Кизилорда в Казахстані, де він спільно з Київським університетом утворив Об'єднаний український державний університет. У 1943—1944 рр. ХДУ повернувся до Харкова (перший після звільнення міста навчальний рік розпочався 1 листопада 1943 року). У 1960 році до університету було приєднано на правах факультету іноземних мов Харківський педагогічний інститут іноземних мов. На 1977 р. у складі університету діяли такі факультети та відділи: механіко-математичний, фізичний, фізико-технічний, геолого-географічний, економічний, історичний, філологічний, іноземних мов, радіофізичний, заочний та вечірній.
11 жовтня 1999 р. Президент України Леонід Кучма своїм указом, «ураховуючи значний внесок Харківського державного університету у підготовку висококваліфікованих фахівців та розвиток науки», надав йому статус національного та надав ім'я його засновника — Василя Назаровича Каразіна.
Станом на грудень 2020 р. у ХНУ ім. В. Н. Каразіна працювало 1804 штатних науково-педагогічних працівників та 161 науковець. Серед працівників університету — два академіки НАН України, три члени-кореспонденти НАН України, 293 доктори наук та 1061 кандидатів наук. Крім того, за сумісництвом працювали 515 науковців і практичних працівників, серед яких 26 академіків і членів-кореспондентів НАН України, 146 докторів наук і 227 кандидатів наук. В університеті навчається 17 188 осіб.
2022 року університет значно постраждав при вторгненні Росії в Україну. Так, 2 березня російський обстріл вразив будівлю економічного факультету, 5 березня було частково зруйновано університетський спорткомплекс, 11 березня — корпус Фізико-технічного факультету, 18 березня — будівлю Інституту державного управління. На 22 березня, згідно з прес-службою університету, у нього не залишилося жодного непошкодженого корпусу.

## Ректори
1. Рижський Іван Степанович (1805—1806, 1808—1811)
2. Стойкович Афанасій Іванович (1807—1808, 1811—1813)
3. Осиповський Тимофій Федорович (1813—1820)
4. Джунковський Василь Якович (1821—1826)[15]
5. Кроненберг Іван Якович (1826—1829, 1833—1836)
6. Дудрович Андрій Іванович (1829—1830)[16]
7. Єллінський Микола Іванович (1830—1833)
8. Комлишинський Василь Сергійович (1836—1837)
9. Павловський Андрій Федорович (1837—1838)
10. Куніцин Олексій Васильович (1839—1841, 1849—1850, 1852—1853)
11. Гулак-Артемовський Петро Петрович (1841—1849)
12. Палюмбецький Олександр Іванович (1850—1852, 1872—1873)
13. Фойгт Карл Карлович (1853—1859)
14. Рославський-Петровський Олександр Петрович (1859—1862)
15. Кочетов Володимир Якимович (1862—1872)
16. Пітра Адольф Самойлович (1873—1881)
17. Цехановецький Григорій Матвійович (1881—1884)
18. Щелков Іван Петрович (1884—1890)
19. Алексєєнко Михайло Мартинович (1890—1899)
20. Лагермарк Герман Іванович (1899—1901)
21. Куплеваський Микола Осипович (1901—1905)
22. Рейнгард Людвиг Васильович (1905—1906)
23. Багалій Дмитро Іванович (1906—1911)
24. Нетушил Іван В'ячеславович (1912—1918)
25. П'ятницький Порфирій Петрович (1918—1919)
26. Левитський Володимир Фавстович (1919—1920)
27. Пшеборський Антоній Павлович (1920—1922)
28. Стрельбицький Семен Дементійович (1922—1924)
29. Гаврилів Мирослав Степанович (1924—1930)
30. Блудов Яків Семенович (1930—1934)
31. Нехворостний (Нефоросний) Олексій Іванович (1934—1937)
32. Гуревич Лазар Ізраїльович (1937—1938)
33. Сазонов Олександр Васильович (1938—1942)
34. Желеховський Андрій Володимирович (1941—1942)[17]
35. Ветухів Михайло Олексійович (1942—1943)
36. Русько Олексій Микитович (1942—1943)
37. Барабашов Микола Павлович (1943—1945)
38. Буланкін Іван Миколайович (1945—1960)
39. Лаврушин Володимир Федорович (1960—1966)
40. Хоткевич Володимир Гнатович (1966—1975)
41. Тарапов Іван Євгенович (1975—1993)
42. Свіч Василь Антонович (1993—1998)
43. Бакіров Віль Савбанович (1998—2021)
44. Кагановська Тетяна Євгеніївна (з 2021)

## Кампуси та корпуси

### Університетське містечко
Майже ціле століття заклад перебував у первісних старих приміщеннях; будинок медичного факультету і гуртожиток збудував на власні кошти цукрозаводчик Іван Харитоненко наприкінці XIX ст. Нові корпуси університету збудовано за ректорства Дмитра Багалія на початку XX ст. На 1932 рік побудови це був найвищий будинок не тільки Харкова, а й усієї України. З висотою 66 метрів будинок увійшов в історію як найвищий будинок свого часу.

## Структура університету
Університет нараховує 23 факультети та інститути: біологічний; фізико-технічний; радіофізики, біомедичної електроніки та комп'ютерних систем; фізичний; комп'ютерних наук; філософський; математики й інформатики; географії, геології, рекреації та туризму; екологічний; економічний; іноземних мов; історичний; філологічний; медичний; хімічний; соціологічний; психології; юридичний; фізико-енергетичний; міжнародних економічних відносин та туристичного бізнесу.

### Факультети
- Біологічний
  - Кафедра біохімії
  - Кафедра ботаніки та екології рослин
  - Кафедра генетики та цитології
  - Кафедра зоології та екології тварин
  - Кафедра мікології та фітоімунології
  - Кафедра молекулярної біології та біотехнології
  - Кафедра фізіології людини та тварин
  - Кафедра фізіології та біохімії рослин
- Географії, геології, рекреації і туризму
  - Кафедра фізичної географії та картографії
  - Кафедра соціально-економічної географії та регіонознавства
  - Кафедра географічного моніторингу та охорони природи
  - Кафедра геології
  - Кафедра гідрогеології
  - Кафедра мінералогії та петрографії
- Екологічний
  - Кафедра екології та неоекології
  - Кафедра екологічної безпеки та екологічної освіти
  - Кафедра моніторингу, природокористування та попередження надзвичайних ситуацій
- Економічний
  - Кафедра економіки та менеджменту
  - Кафедра економічної кібернетики та прикладної економіки
  - Кафедра економічної теорії та економічних методів управління
  - Кафедра міжнародної економіки
  - Кафедра маркетингу та менеджменту в зовнішньоекономічній діяльності
  - Кафедра математичних методів в економіці
  - Кафедра статистики, обліку та аудиту
  - Кафедра фінансів та кредиту
- Іноземних мов
  - Кафедра англійської мови
  - Кафедра англійської філології
  - Кафедра методики та практики англійської мови
  - Кафедра теорії та практики перекладу англійської мови
  - Кафедра німецької та французької мов
  - Кафедра німецької філології і перекладу
  - Кафедра романської філології і перекладу
  - Кафедра ділової іноземної мови та перекладу
  - Лінгвістичний центр
- Історичний
  - Кафедра історії Росії
  - Кафедра історії стародавнього світу та середніх віків
  - Кафедра історії України
  - Кафедра історіографії, джерелознавства та археології
  - Кафедра нової та новітньої історії
- Комп'ютерних наук
  - Кафедра електроніки і систем управління
  - Кафедра моделювання систем і технологій
  - Кафедра теоретичної і прикладної системотехніки
  - Кафедра штучного інтелекту та програмного забезпечення
  - Кафедра безпеки інформаційних систем і технологій
  - Центр інформаційних технологій
- Медичний
  - Кафедра акушерства та гінекології
  - Кафедра внутрішньої медицини
  - Кафедра гігієни та соціальної медицини
  - Кафедра загальної і клінічної імунології та алергології
  - Кафедра загальної і клінічної патології
  - Кафедра загальної практики-сімейної медицини
  - Кафедра педіатрії
  - Кафедра хірургічних хвороб
- Математики і інформатики
  - Кафедра вищої математики та інформатики
  - Кафедра геометрії
  - Кафедра диференціальних рівнянь та керування
  - Кафедра математичної фізики й обчислювальної математики
  - Кафедра математичного аналізу
  - Кафедра математичного моделювання та програмного забезпечення
  - Кафедра теорії функцій і функціонального аналізу
  - Кафедра теоретичної механіки
  - Кафедра теоретичної та прикладної інформатики
- Міжнародних економічних відносин та туристичного бізнесу
  - Кафедра економічної теорії
  - Кафедра міжнародних економічних відносин
  - Кафедра туристичного бізнесу
- Психології
  - Кафедра загальної психології
  - Кафедра педагогіки
  - Кафедра прикладної психології
  - Кафедра психологічного консультування і психотерапії
- Радіофізики, біомедичної електроніки та комп'ютерних систем
  - Кафедра біологічної та медичної фізики
  - Кафедра квантової радіофізики
  - Кафедра космічної радіофізики
  - Кафедра прикладної електродинаміки
  - Кафедра теоретичної радіофізики
  - Кафедра фізики надвисоких частот
  - Кафедра фізичної і біомедичної електроніки та комплексних інформаційних технологій
- Соціологічний
  - Кафедра медіа-комунікацій
  - Кафедра методів соціологічних досліджень
  - Кафедра політичної соціології
  - Кафедра прикладної соціології та соціальних комунікацій
  - Кафедра соціології
  - Кафедра соціології управління та соціальної роботи
- Фізико-енергетичний
  - Кафедра інформаційних технологій у фізико-енергетичних системах
  - Кафедра теплофізики та молекулярної фізики
  - Кафедра фізики нетрадиційних енерготехнологій та екології
- Фізико-технічний
  - Кафедра експериментальної ядерної фізики
  - Кафедра електрофізики і радіаційних технологій
  - Кафедра загальної та прикладної фізики
  - Кафедра матеріалів реакторобудування
  - Кафедра теоретичної ядерної фізики
  - Кафедра фізики плазми
  - Кафедра фізичних технологій
- Фізичний
  - Кафедра астрономії
  - Кафедра вищої математики
  - Кафедра експериментальної фізики
  - Кафедра загальної фізики
  - Кафедра теоретичної фізики імені академіка І. М. Ліфшиця
  - Кафедра фізики кристалів
  - Кафедра фізики низьких температур
  - Кафедра фізики твердого тіла
  - Кафедра фізичної оптики
- Філологічний
  - Кафедра історії зарубіжної літератури та класичної філології
  - Кафедра історії російської літератури
  - Кафедра історії української літератури
  - Кафедра журналістики
  - Кафедра загального та прикладного мовознавства
  - Кафедра російської мови
  - Кафедра української мови
- Філософський
  - Кафедра валеології
  - Кафедра політології
  - Кафедра теорії культури і філософії науки
  - Кафедра теоретичної і практичної філософії
  - Кафедра українознавства
- Хімічний
  - Кафедра неорганічної хімії
  - Кафедра органічної хімії
  - Кафедра прикладної хімії
  - Кафедра фізичної хімії
  - Кафедра хімічної метрології
  - Кафедра хімічного матеріалознавства
- Юридичний
  - Кафедра державно-правових дисциплін
  - Кафедра кримінально-правових дисциплін
  - Кафедра правосуддя
  - Кафедра цивільно-правових дисциплін
  - Кафедра конституційного, муніципального і міжнародного права
  - Юридична клініка
- Каразінська школа бізнесу
- Навчально-науковий інститут «Каразінський банківський інститут»
- Навчально-науковий інститут «Інститут державного управління»

### Наукові установи
- Музей природи
- Музей історії Харківського національного університету
- Музей археології та етнографії Слобідської України
- Біостанція Національного природного парку «Гомільшанські ліси»
- Ботанічний сад
- Гербарій Харківського національного університету CWU
- Радіофізична обсерваторія
- Науково-дослідний інститут біології
- Науково-дослідний інститут хімії
- Науково-дослідний інститут астрономії
- Науково-дослідний інститут соціально-гуманітарних досліджень
- Центр болгаристики та балканських досліджень М. Дринова
- Центральна наукова бібліотека

- Навчально-науковий інститут «Українська інженерно-педагогічна академія» Харківського національного університету ім. В.Н. Каразіна

### Заклади культури та дозвілля

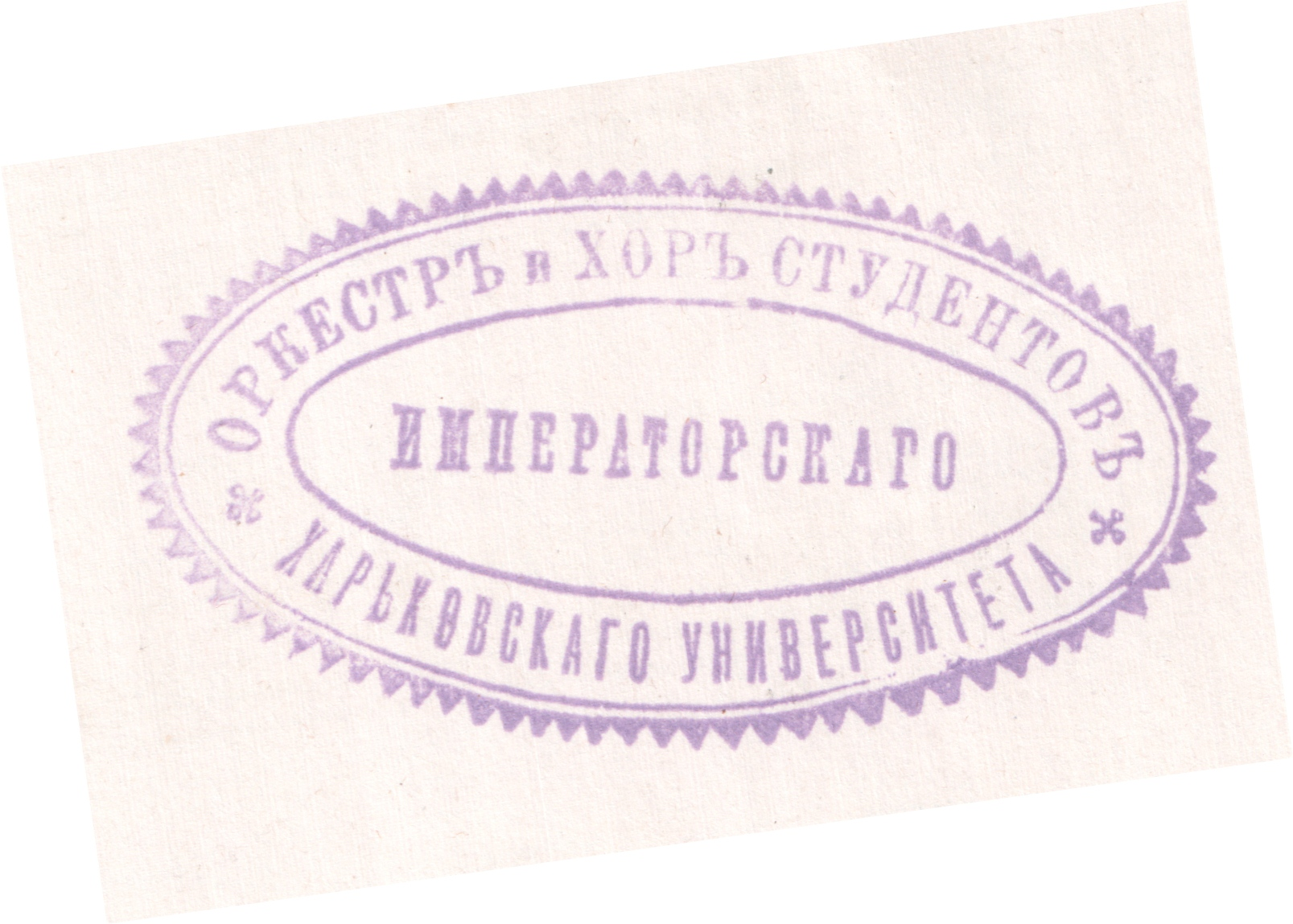
Штамп дореволюційної нотної бібліотеки

- Кафедра фізичного виховання та спорту
- Спортивно-оздоровчий табір «Фігуровка»
- Тенісний клуб «Унікорт»
- Шахово-шашковий клуб

### Духовні заклади
- Університетська Свято-Антоніївська православна церква

## Наукова діяльність
Наукова діяльність із низки напрямків організована в науково-дослідних установах університету, як-от Науково-дослідний інститут астрономії, Біологічна станція, Ботанічний сад, Група радіаційної динаміки, Інститут високих технологій, Науково-дослідний інститут біології, Науково-дослідний інститут хімії.

## Відомі випускники та професори
У Харківському університеті викладав лауреат Нобелівської премії 1962 року з фізики Лев Ландау, навчалися біолог Ілля Мечников, лауреат премії з медицини 1908 року, а також, імовірно, Саймон Кузнець, нобелівський лауреат 1971 року з економіки (за іншими даними Кузнець навчався у Харківському комерційному інституті, сучасним спадкоємцем якого є Харківський національний економічний університет).
Видатними професорами університету до 1917 були:
- філологи — І. Срезневський, П. Гулак-Артемовський, М. Лавровський, П. Лавровський, О. Потебня, П. Безсонов, Д. Овсянико-Куликовський;
- психологи — П. Лейкфельд;
- етнографи — А. Метлинський, М. Сумцов, О. Ветухів, сходознавці — Б. Дорн, П. Ріттер;
- історики — Д. Багалій, В. Бузескул, А. Вязигін, Є. Рєдін, М. Дринов, В. Надлер, О. Деревицький, В. Савва;
- мистецтвознавець — Ф. Шміт, літературознавці — О. Кирпичников, М. Халанський;
- архітектори — Є. Васильєв, А. Тон, В. Величко;
- правники і соціологи — М. Таубе, І. Тимковський, Г. Данилович, Д. Каченовський, Л. Загурський, М. Гредескул, К. Гаттенбергер, М. Чубинський, А. Стоянов, М. Алексєєнко, В. Даневський, В. Гордон, В. Ястржембський; історик права — М. Максимейко;
- економісти — Т. Степанів, І. Сокальський, В. Левитський, П. Мігулін; статистики — О. Рославський-Петровський, О. Анциферов, І. Миклашевський;
- математики — В. Імшенецький, О. Ляпунов, В. Стеклов, І. Соколов, Т. Осиповський, К. Андреєв, М. Тихомандрицький, М. Салтиков;
- фізики — В. Лапшин, Ю. Морозов, А. Шимков, О. Грузинцев, М. Пильчиків, Д. Рожанський;
- фізико-хіміки — М. Бекетов, О. Ходнєв;
- хіміки — В. Тимофєєв, І. Осипов, О. Данилевський, Є. Хотинський, Ю. Коршун;
- ботаніки — В. Черняєв, В. Арнольді, В. Палладін, Л. Ценковський, А. Краснов, В. Талієв;
- зоологи — О. Чернай, І. Криницький, М. Кащенко, П. Сушкін, О. М. Нікольський;
- геологи — Н. Борисяк, П. П'ятницький, І. Леваковський, О. Гуров;
- астрономи — А. Шидловський, І. Федоренко, Г. Левицький, Л. Струве, Й. Сикора;
- філософи — Л. Якоб, Ф. Зеленогорський, П. Лейкфельд, В. Каринський;
- богослови — І. Філевський, М. Стеллецький, Т. Буткевич.

На медичному факультеті викладали В. Дрейсіг, Л. Ванноті, В. Лямбль, І. Книгін, А. Блюменталь, І. Троїцький; крім них,
- хірурги — П. Шумлянський, М. Трінклер, М. Єллінський, В. Грубе, І. Зарубін, А. Підріз, Ю. Пенський;
- офтальмолог — Л. Гіршман, О. Незнамов;
- гінекологи — І. Лазаревич, М. Толочинов;
- терапевти — П. Шатілов, О. Кузнєцов, І. Оболенський, Ф. Опенховський, М. Ломіковський, К. Георгієвський;
- анатом — В. Воробйов;
- патологоанатоми — В. Крилов, М. Мельников-Разведенков;
- фізіологи — І. Щелков, О. Репрєв, В. Данилевський;
- бактеріолог — В. Високович;
- мікробіолог — С. Коршун;
- гістолог — М. Кульчицький;
- гігієніст — А. Якобі;
- ветеринари — Ф. Пільгер, Г. Полюта;
- фармакологи — Є. Гордієнко, М. Залеський, М. Валяшко, Я. Станкевич;
- педіатр — Я. Аркавін;
- судмедексперт — М. Бокаріус;
- психіатри — П. Бутковський, П. Ковалевський, І. Оршанський

та інші.
Див. також Заслужені професори Харківського університету та Почесні доктори Харківського університету.
Серед видатних випускників університету у різні часи були: математики — М. Остроградський, В. Стеклов, О. Погорєлов, статистик — П. Кеппен, логік — П. Порецький, економісти — М. Туган-Барановський, Б. Мартос, астрономи — О. Струве, В. Фесенков, О. Мельников, біохімік — О. Данилевський, хімік-органік — О. Ельтеков, ботанік — М. Турчанинов, зоологи С. Медведєв, В. Заленський; лікар — Ф. Цицурін, психіатр — О. Ющенко, філологи — О. Потебня, В. Григорович, Ю. Шевельов, історики — М. Костомаров, Д. Яворницький, соціолог — М. Ковалевський, юрист-міжнародник — В. Корецький, фізики — І. Ліфшиць, А. Загородній, Б. Вєркін, радіофізик — О. Усиков,  геологи — Є. Лазаренко, Г. Доленко; композитори — С. Богатирьов, П. Сокальський, поет і прозаїк В. Сосюра, художник — Г. Семирадський, архієпископ Іоанн (Максимович), володарка премії «Оскар» В. Каринська, археолог М. Рудинський, громадсько-культурні діячі та письменники — Б. Грінченко, Є. Чикаленко, Д. Нитченко, олімпійські чемпіони — І. Целовальников, В. Савон та інші. Студентами та екстернами Харківського університету були такі відомі люди, як Ю. Пілсудський, М. Старицький, М. Лисенко, О. Гончар, П. Єфименко, Б. Кістяківський, Ю. Кнорозов, Б. Чичибабін, М. Бобровников, М. Гайсинський, Є. Нейман, М. Гуревич, Д. Іваненко, Ш. Мандельбройт, І. Дунаєвський.
За радянської влади в ХДУ продовжували працювати відомі вчені дореволюційного періоду. Крім них,
- математики — С. Бернштейн, Н. Ахієзер, М. Лівшиць В. Марченко, Д. Синцов, А. Сушкевич, О. Погорєлов, Б. Левін, Я. Бланк;
- фізики — Л. Шубников, О. Ахієзер, А. Вальтер, І. Ліфшиць, К. Синельников, В. Хоткевич; радіофізики — А. Слуцкін, С. Брауде;
- астрономи — М. Барабашов, Б. Герасимович, М. Євдокимов, Б. Остащенко-Кудрявцев;
- фізіологи — О. Нагорний, В. Нікітін;
- анатом — Л. Ніколаєв;
- генетики — І. Поляков, В. Шахбазов;
- гідробіолог — Л. Шкорбатов; міколог  — Т. Страхов, ентомолог — С. І. Медведєв;
- ботаніки — О. Коршиков, М. Клоков;
- геоботаніки — Є. Лавренко, Ю. Клеопов;
- еколог — В. Станчинський;
- психолог — П. Зінченко;
- педагоги — О. Попов, І. Соколянський;
- геологи — Д. Соболєв, О. Федоровський, М. Дмитрієв;
- географ — К. Дубняк;
- археологи — С. Семенов-Зусер, К. Гриневич;
- економісти — О. Ліберман, О. Румянцев;
- хіміки — М. Ізмайлов, К. Красуський, А. Кіпріанов, І. Телетов, Г. Петренко, Ю. Габель, Л. Литвиненко; біохіміки — І. Буланкін, В. Залеський;
- мовознавці й літературознавці — О. Білецький, Л. Булаховський, О. Синявський, К. Німчинов, М. Сулима, М. Наконечний, П. Тиховський;
- історики — В. Веретенников, Н. Мірза-Авак'янц, А. Скаба, Ю. Кондуфор, С. Королівський, І. Рибалка, В. Астахов, Б. Шрамко;
- сходознавець — А. Ковалівський;
- філософи — Я. Блудов, С. Семковський, Д. Острянин, А. Брагінець, Й. Кравець.

Викладачі ХДУ А. Коцевалов, О. Парадиський, М. Ветухів, Х. Рябокінь, В. Державин, М. Глобенко, Д. Соловей, Ю. Шевельов, П. Шулежко після 1943 р. виїхали в еміграцію.

## Нагороди та репутація
За часів СРСР Харківський університет одержав Орден Трудового Червоного Прапора, Орден Жовтневої Революції та Орден Дружби народів.
Згідно з оцінками якості навчання університет займав 7-ме (Компас, 2009 р.) та 4-те місце (Дзеркало тижня, 2007 р.) в Україні. Згідно з одним із рейтингів провідних університетів світу (Webometrics, 2009), Харківський університет займав 6-ту позицію серед університетів України та 2570-те місце у світі. У галузі менеджменту та економіки університет зайняв 8-ме місце, у правознавстві — 9-те, в інженерно-технічних спеціальностях — 10-те, в інформаційних технологіях — 8-ме місце в Україні згідно з рейтингом «Компас» 2009 р. Харківський університет займає 2-ге місце в Україні за кількістю публікацій та цитувань у науковій базі даних Scopus та за індексом Гірша. За рейтингом QS World University Rankings 2018 року зайняв позицію з 401-го по 410-й ВНЗ світу. Згідно з рейтингом провідних університетів світу «Webometrics» 2016 року, Харківський університет займав 3-тю позицію серед університетів України та 1694-те місце у світі.
Місце Харківського університету в рейтингах університетів України:
| Рейтинг                                 | 2007 | 2008 | 2009 | 2010 |
| --------------------------------------- | ---- | ---- | ---- | ---- |
| Компас                                  | 9    | 9    | 7    | 8    |
| Дзеркало тижня/ЮНЕСКО                   | 4    | 5    | 3    | -    |
| Деньги                                  | 4    | 3    | 3    | -    |
| Кореспондент.net                        | 6    | —    | —    | -    |
| Webometrics                             | —    | —    | —    | 5    |
| 4 International Colleges & Universities | —    | —    | —    | 4    |

Масштабний дослідницький центр Quacquarelli Symonds оприлюднив щорічний рейтинг найкращих університетів Європи, Середньої Азії та країн, що розвиваються, на 2022 рік. До списку потрапив і Харківський національний університет імені В. Н. Каразіна, який зайняв 69-те місце.